# Culture du Liban
 (mars 2015).
Si vous disposez d'ouvrages ou d'articles de référence ou si vous connaissez des sites web de qualité traitant du thème abordé ici, merci de compléter l'article en donnant les références utiles à sa vérifiabilité et en les liant à la section « Notes et références ».
 (décembre 2016).

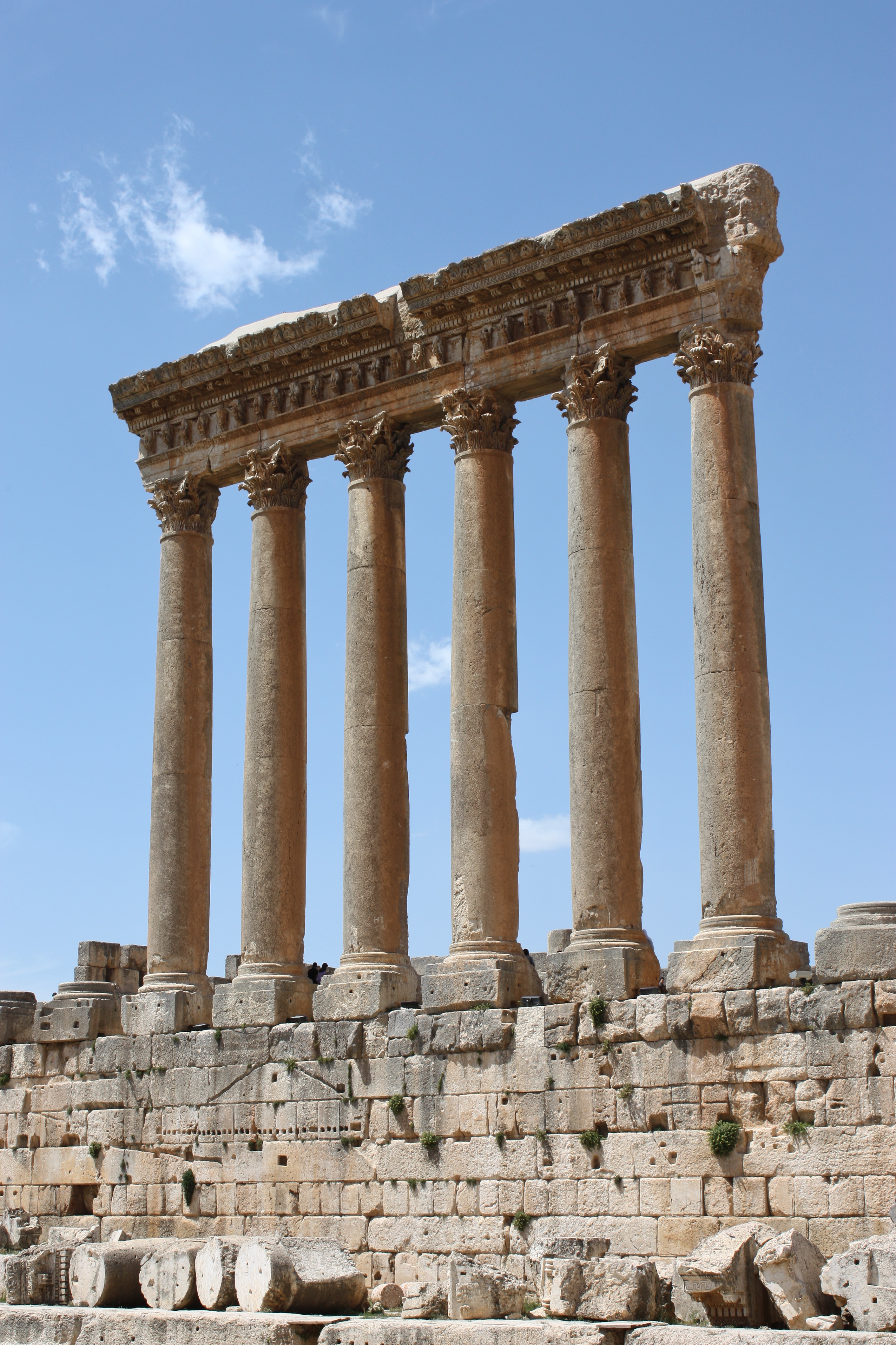
Temple de Jupiter à Baalbek

Considéré à une époque comme « la Suisse du Moyen-Orient », le Liban partage avec celle-ci, outre ses montagnes et son activité bancaire intensive, le raffinement qui se développe ordinairement dans les pays servant de plaques tournantes culturelles et financières.
Comme l'Église maronite était rattachée à Rome au XIIe siècle, les maronites ont beaucoup contribué à l'importation de la culture occidentale au Liban. À partir de 1860, ces derniers se sont établis dans les villes où sunnites et grecs orthodoxes cohabitaient déjà entre eux. La culture libanaise s'est donc enrichie au gré du rapprochement géographique des communautés religieuses, des apports de l'immigration et des influences françaises et américaines. La clef de voûte de la culture libanaise a longtemps été le développement de villes cosmopolites et tolérantes.

## Traditions

### Religion(s)
- Religion au Liban
- Christianisme au Liban, Église grecque-catholique melchite, Église maronite
- États latins d'Orient (vers 100 - vers 1500), Liste de couvents et monastères chrétiens au Liban
- Islam au Liban
- Druzes
- Liberté de religion au Liban (en)
- Histoire des Juifs au Liban

### Symboles
- Armoiries du Liban, Drapeau du Liban
- Lilouataan Lil Oula Lil Alam, hymne national du Liban

## Société

### Fêtes
- Jours fériés publics au Liban (en)

## Arts de la table

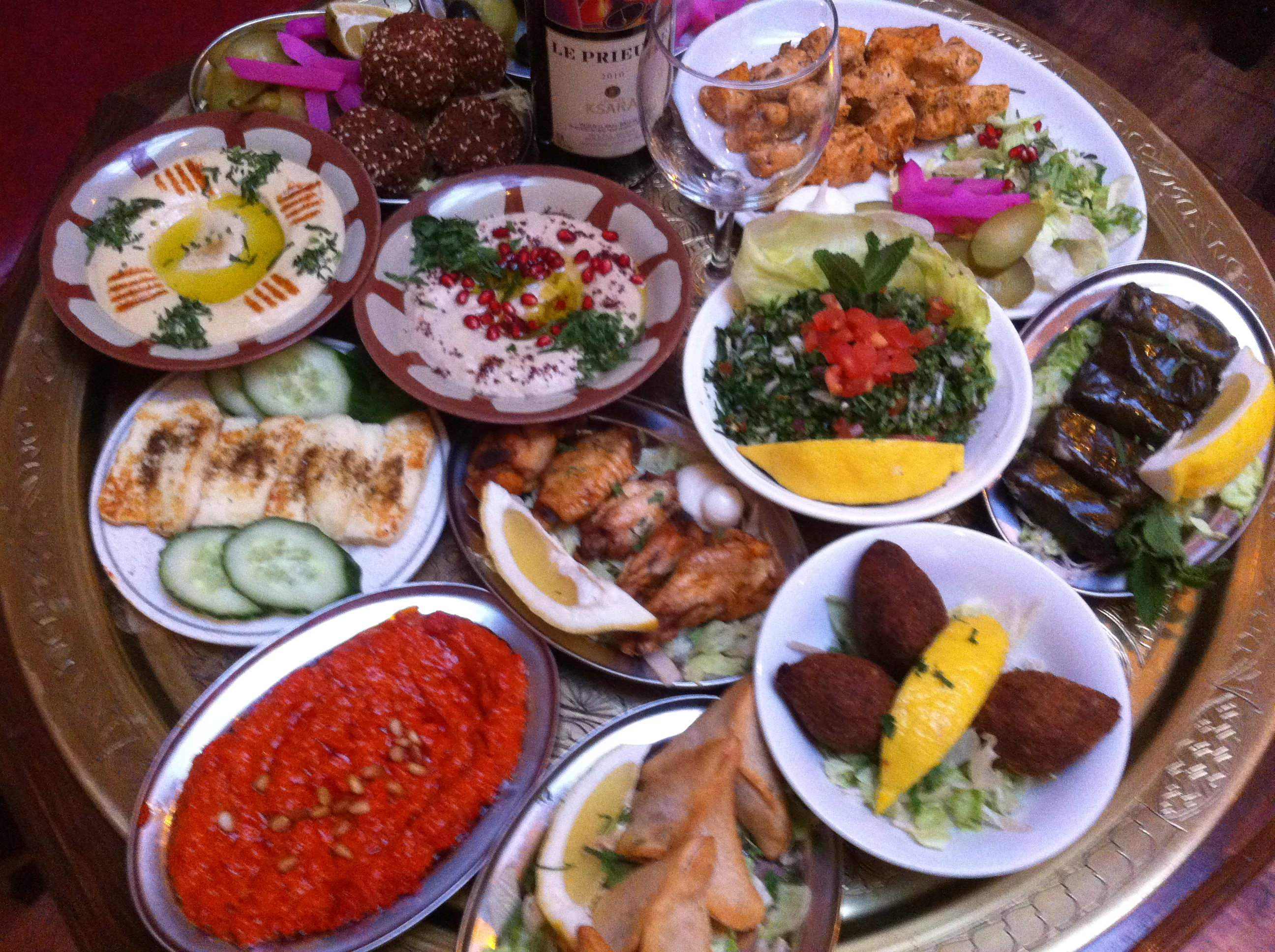
Sélection de mets libanais.

### Cuisine(s)
- Cuisine libanaise, Cuisine levantine
  - Kebbé, Labné, Mezzé, Batata harra, Chich taouk, Lahmacun...
- Liste de fromages levantins ou fromages libanais

### Boisson(s)
- Viticulture au Liban
- Arak

## Santé
- Catégorie:Santé au Liban

### Sports, arts martiaux
- Liban aux Jeux olympiques
- Liban aux Jeux paralympiques
- Jeux du Commonwealth

## Artisanats
- Artisanat d'art

### Textiles, cuir, papier

#### Stylistes et créateurs de mode
- Reem Acra (en), styliste
- Joseph Abboud, styliste et auteur
- Georges Chakra (en), styliste
- Naji Hojeily, créateur de mode
- Pierre Katra
- Rabih Kayrouz, styliste
- Zuhair Murad, styliste
- Elie Saab, créateur de mode
- Basil Soda, créateur de mode

### Joaillerie, bijouterie, orfèvrerie

#### Maisons de joaillerie libanaises
- Mouzannar
- Mouawad
- Tabbah (en)

## Littérature
La littérature libanaise est notamment conservée à la Bibliothèque nationale du Liban.
- Bibliothèque orientale

### Farès Chidiac

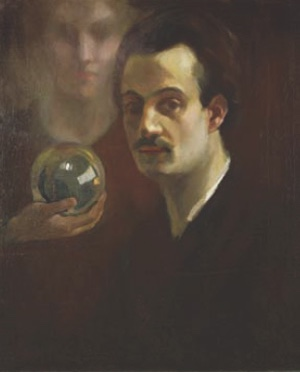
Khalil Gibran, Autoportrait avec muse (vers 1911).

Farès Chidiac (1804-1887), romancier du XIXe siècle, auteur du roman La Jambe sur la jambe, est considéré comme l'un des pères fondateurs de la littérature arabe moderne.

### Gibran Khalil Gibran
Le poète et philosophe de l'existence Gibran Khalil Gibran (1883-1931) est connu dans tous les pays occidentaux pour son ouvrage Le Prophète. Ce livre ne parle pas de Mahomet, mais simplement des enseignements d'un homme sage imaginé par Gibran et qui répond à des questions que lui pose le peuple d'Orphalèse sur la vie, la mort, les enfants, l'amitié, l'amour, les aliments et beaucoup d'autres choses. Le succès de cette œuvre a été immédiat et mondial. Avec le livre biblique de l'Ecclésiaste et les Roubeyat d'Omar Khayyam, on le trouve dans les bibliothèques de beaucoup de personnes philosophes ou aspirant à le devenir. Khalil Gibran est l'objet d'une actualité littéraire et artistique dense et quasi permanente alors que 2006 sera une année de commémoration internationale tant du personnage que de l'œuvre, sous l'égide de la chaire de l'université du Maryland aux États-Unis.

### Wadih Saadeh
Wadih Saadeh est un poète et journaliste libanais né en 1948. Il a travaillé dans le domaine de journalisme à Beyrouth, Londres, Paris et Nicosie, avant de voyager, en 1988, à Sydney où il continue dans le même domaine.
Il a publié dix livres de poésie, dont quelques-uns ont été traduits en français, en anglais, en allemand et en espagnol et a participé à plusieurs festivals de poésie.

## Médias
- Catégorie:Média au Liban

### Presse
- Catégorie:Presse écrite au Liban
- Liste de journaux au Liban

### Radio
- Catégorie:Radio au Liban

### Télévision
- Catégorie:Télévision au Liban

### Internet
- Internet au Liban
- Télécommunications au Liban (en)

## Arts visuels
- Art au Liban
- Artistes contemporains libanais (en)
- Liste d'artistes libanais (en)
- Académie libanaise des beaux-arts
- Écoles d'arts au Liban (en)
- Liste d'artistes libanais (en)

### Dessin et peinture
L'expression peinture libanaise (paysage libanais) vient de l'intitiative de Fakhreddine II (1572–13 avril 1635), émir du Mont-Liban, exilé un temps (1613-1618) en Italie, auprès des Médicis, de faire venir au Mont Liban des peintres et architectes italiens et européens. La peinture orientaliste du XIXe siècle trouve là une de ses origines.
Parmi les peintres libanais (liste de peintres libanais (en)) :
- Gibran Khalil Gibran (1883-1931), Youssef Howayek (en) (1883-1962)
- Moustafa Farroukh (en) (1901-1957)
- Saloua Raouda Choucair (1916-2017)
- Helen Khal (1923-2009), Etel Adnan (1925-2021), Chafik Abboud (1926-2004)
- Huguette Caland (1931-2019)
- Rabih Alameddine (1959-)

### Sculpture
Parmi les sculpteurs libanais (en) :
- Youssef Howayek (en) (1883-1962)
- Saloua Raouda Choucair (1916-2017)
- Kahlil Gibran (sculpteur) (en) (1922-2008), Odette Eid (en) (1922-2019), Alfred Basbous (en) (1924-2006), Aref Rayess (en) (1928-2005), Farid Mansour (artiste) (en) (1929-2010)
- Huguette Caland (1931-2019)
- Pierre Fakhoury (1943-)
- Nadim Karam (en) (1957), Nadey Hakim (1958-), chirurgien, sculpteur, clarinettiste)
- Rudy Rahme (1967-), Lara Baladi (1969-)
- Salwa Zeidan (en) (?)

### Architecture
- Architectes libanais
- Architecture au Liban (en)
- Liste du patrimoine mondial au Liban
- Liste de couvents et monastères au Liban
- Liste des châteaux du Liban
- Liste des cathédrales du Liban
- Synagogue de Sidon (peut-être 830)
- Mosquée Fakhreddine (1493)
- Synagogue de Deir el Qamar (1600-1638)
- Palais Fakhreddine II
- Palais de Beiteddine (1788-1818)
- Château de Moussa à Deir-el-Qamar.

### Photographie
- Photographes libanais

## Arts du spectacle

### Musique(s)

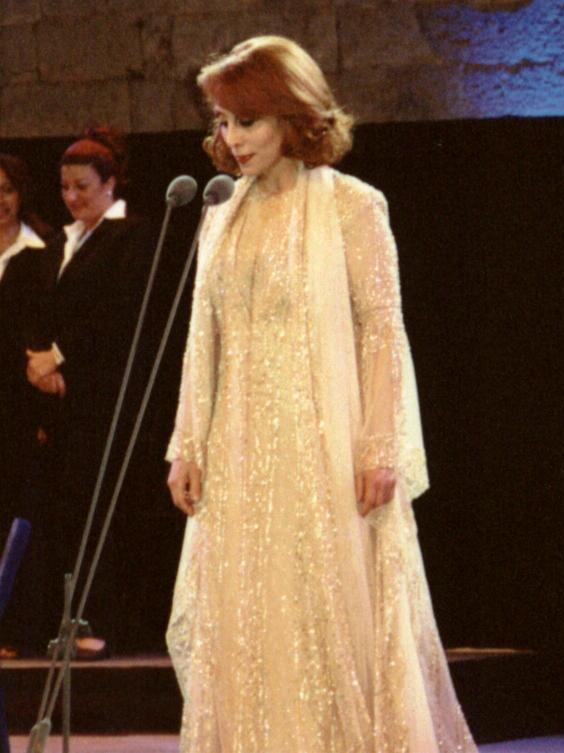
Fairuz en concert (2001)

- Musique libanaise
- Murex d'or (2000)

#### Quelques noms de la musique libanaise
- Camille Allam
- Rabih Abou-Khalil, compositeur, joueur d’oud et musicien de jazz
- Fairuz, chanteuse
- Naji Hakim, compositeur, organiste et improvisateur
- Yasmine Hamdan, compositeur et interprète
- Marcel Khalifé, compositeur, chanteur et oudiste
- Joelle Khoury, compositrice et pianiste
- Zad Moultaka, compositeur et pianiste
- Assy Rahbani, compositeur
- Mansour Rahbani, compositeur
- Ziad Rahbani, musicien, compositeur, chanteur et auteur
- Samira Tawfiq, chanteuse
- Gabriel Yared, compositeur et musicien

### Danse
- Danse au Liban
- Danses traditionnelles : Dabkeh, Debka
- Danse moderne
- Chorégraphes libanais
- Danseurs libanais
- Danseuses
- Ballets

### Théâtre
- Théâtre libanais (à créer), Théâtre libanais (rubriques)
- Théâtre du Liban (en)
- Théâtre expérimental dans le monde arabe (en)

Un des pères du théâtre libanais est Maroun Naccache (1817-1855), qui réalise en 1848 une adaptation de l'"Avare" de Molière.
- Sonia El Fakhri-Frem, Le théâtre au Liban d'expression arabe et française de 1848 à 1975, thèse, 2003, Paris-Sorbonne
- Festival international de Baalbek (1960-)
- Troupe du Théâtre Moderne (Mounir Abou-Debs)
- Cercle du Théâtre Libanais (Antoine Moultaka),
- Académie d’Art Dramatique à l‘Université libanaise
- Atelier d’Art Dramatique de Beyrouth (1968, Nidal Al Achkar et Roger Assaf)
- Théâtre Hakawâti (1977)
- Troupe Zoukak[2]
- Quelques noms : Jalal Khoury (1933-2017), Raymond Gebara (1935-2015)[3], Hassan Alaa Eddin (en) Chouchou (1939-1975), Issam Mahfouz (en) (1939-2006), Siham Nasser (1950-2019)[4], Rafik Ali Ahmad (1951-), Ziad Rahbani (1956-), Rabih Mroué (en) (1967-), Issam Boukhaled...

### Autres: marionnettes, mime, pantomime, prestidigitation
- Théâtre d'ombres Karagöz[5]
- Marionnettes libanaises, sur le site de l'Unima
  - Avant 1920 : Mahmoud El Karakizi (Tripoli), Sleiman El Jabalawi et Abou Ezzat El Karakozati (Sidon), Rachid Bin Mahmoud (Beyrouth)
  - Troupe Al Sanabel (Les Épis, fondée par Ghazi Makdachi)
  - Troupe Soundouk el Ferji (La Boîte magique, dirigée par Najla Jreissaty Khoury)
  - Maha Nehmé, Paul Mattar, Michel Jabr...
  - Chatila : One Hand Puppet[6]
  - Théâtre libanais de Marionnettes (1995, Karim Dakroub)
  - Festival méditerranéen de la marionnette (1999, bisannuel)

### Cinéma

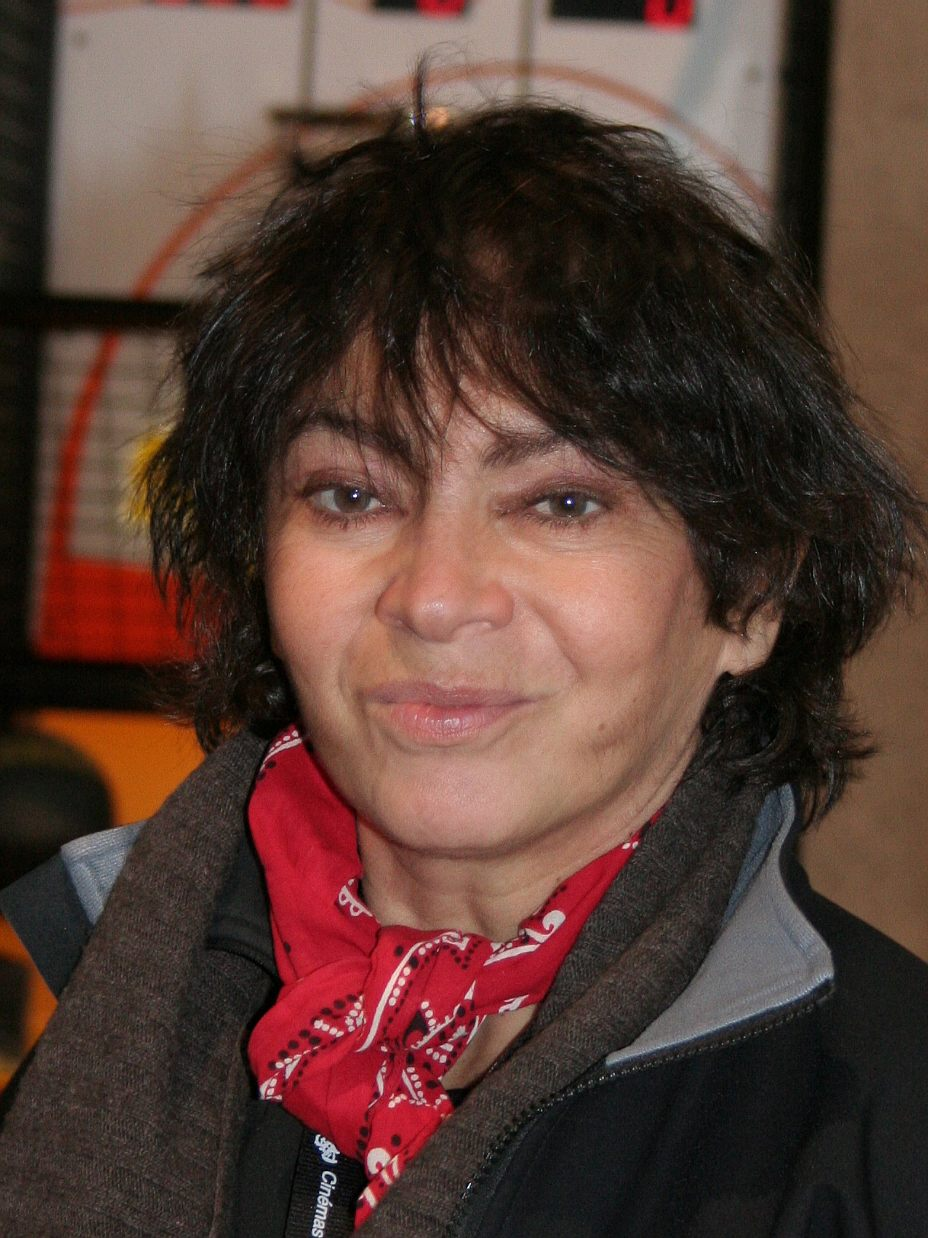
La réalisatrice Jocelyne Saab (2008)

- Cinéma libanais

### Autres
- Jeux vidéo développés au Liban

## Patrimoine
- Liste de couvents et monastères au Liban

### Musées
(15 mai 2016).
- Ameen Rihani Museum
- Archaeological Museum of the American University of Beirut
- Assaha Heritage Museum
- Baalbeck Site Museum
- Basbous Family Art & Sculpture Exhibition
- Beit Beirut
- Beiteddine Palace Museum
- Musée de la soie de Bsous
- Byblos Fossil Museum
- Byblos Site Museum
- Byblos Wax Museum
- Cilicia Museum
- Debbane Palace Museum
- Dorothy Salhab Kazemi Museum
- Dr. Elie Sarraf Museum
- Elias Abou Chabkeh Home & Museum
- Emile Hannouche Museum
- Expo Hakel
- Fayrouz Chamoun Centre Of Arts And Culture
- Gibran Museum
- Hall Of Fame
- Heritage Museum Of Salim Araji
- Juliusz Slowacki Museum
- Lebanese Heritage Museum
- Lebanese Military Museum
- Lebanese Museum For Marine And Wildlife
- Louis Cardahi Foundation & Museum
- Marie Baz Museum
- Mémoire Du Temps
- Michel Abou Jaoudeh Museum
- Mineral Museum-mim
- Miraculous Lady Monastery Museum
- Modern And Contemporary Art Museum
- Moussa Castle
- Moussa Tiba Museum
- Museum Of Holography
- Museum of Lebanese Prehistory
- Museum Of The Lebanese Heritage House Of Artist Of Samir Fahed Chamoun
- National Museum of Beirut
- Musée Sursock
- Nour Museum
- Our Lady Monastery Museum Machmoucheh
- Our Lady Of Bzoummar Convent Museum
- Our Lady Of Ilije Monastery Museum
- Paul Guiragossian Museum For Contemporary Art
- Pepe Abed Museum
- Planet Discovery: Children’s Science Museum
- Robert Mouawad Private Museum
- Saint Rafka Museum
- Salam Hamzeh Museum of Wooden Motorcycles
- Sculptor Boutros Farhat Museum
- Sculptor Yousef Ghsoub Museum
- Sidon Soap Museum
- Silk Museum
- St Anthony-The Great Monastery’s Museum
- St. Charbel Church Museum
- St. Maron Monastery Museum
- St. Neemet-Allah El Hardini Museum
- Terbol Museum
- The Cave Of Arts
- The Lebanese Museum Of Puppets
- The Museum of Mlita
- The Museum of Modern and Contemporary Art « MACAM »
- The National Museum of Beyrouth
- The Old Souk Museum
- The Permanent Scientific Museum
- The Phoenician Museum
- Tourist Landmark of the Resistance
- Wahib Al Bteddini Museum Of Art
- Wonders Of The Sea

### Liste du Patrimoine mondial
Le programme Patrimoine mondial (UNESCO, 1971) a inscrit dans sa liste du Patrimoine mondial (au 12/01/2016) : Liste du patrimoine mondial au Liban.

### Liste représentative du patrimoine culturel immatériel de l’humanité
Le programme Patrimoine culturel immatériel (UNESCO, 2003) a inscrit dans sa liste représentative du patrimoine culturel immatériel de l’humanité (au 12/01/2016) :
- 2014 : Al-Zajal, poésie déclamée ou chantée[7],[8],[9]

### Registre international Mémoire du monde
Le programme Mémoire du monde (UNESCO, 1992) a inscrit dans son registre international Mémoire du monde (au 15/01/2016) :
- 2005 : L’alphabet phénicien[10]
- 2005 : Les stèles commémoratives de Nahr el-Kelb, Mont Liban[11]

### Filmographie
- Les Belles étrangères : écrire le Liban à jamais, film de Michel Georges, Centre Georges Pompidou, Bibliothèque Publique d'Information, Paris, 2009, 50 min (DVD)
- Pays rêvé, film de Jihane Chouaib, Orjouane productions, Iskra, 2012, 1 h 25 min (DVD)